# Saint-Hilaire-des-Landes
Saint-Hilaire-des-Landes település Franciaországban, Ille-et-Vilaine megyében. Lakosainak száma 1032 fő (2022. január 1.). Saint-Hilaire-des-Landes Saint-Ouen-des-Alleux, Saint-Sauveur-des-Landes, Le Tiercent, Rives-du-Couesnon, Maen Roch és Saint-Marc-le-Blanc községekkel határos.

## Népesség
A település népessége az elmúlt években az alábbi módon változott:
| Lakosok száma | 1010 | 756  | 893  | 995  | 1016 | 1032 | 1038 | 1025 | 1030 | 1032 |
|               | 1968 | 1982 | 1990 | 2006 | 2013 | 2015 | 2017 | 2019 | 2020 | 2022 |